# 华莱士·瑟曼

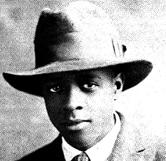
华莱士·瑟曼

华莱士·亨利·瑟曼（1902年8月16日 - 1934年12月22日）是哈莱姆文艺复兴时期的一位美国小說家和编剧。他还写過散文、當過编辑并出版过一些报纸和文学期刊。他曾在小說裡面提到黑人內部也有基于肤色的歧视，即黑人中膚色相對更淺的人更受歡迎。
瑟曼曾因与一名男子发生性关系而被捕。不過他否认自己是同性恋。 
1928年8月22日，瑟曼与路易丝·汤普森结婚。这段婚姻只维持了六个月。汤普森表示华莱士是同性戀。他们也没有孩子。  华莱士·瑟曼後來因為肺結核去世。